# Orden militar del grillete
La orden del grillete fue una orden militar francesa. 
Juan, Duque de Borbón, a fin de hacerse célebre y obtener los favores de la dama a quien servía), instituyó en París el año de 1414, en la iglesia de la Virgen esta orden militar recibiendo ocho caballeros y ocho escuderos. La divisa era un grillete pendiente de una cadena que los caballeros y escuderos debían llevar puesto en la pierna izquierda, siendo de oro para los primeros y de plata para los segundos. Esta orden se llamó también de la Santísima Trinidad y de San Miguel, pues estaba bajo de su especial protección. 